# Lijst van rijksmonumenten in Brouwershaven
De plaats Brouwershaven telt 59 inschrijvingen in het rijksmonumentenregister. Hieronder een overzicht.
| Object | Oorspronkelijke functie?  | Bouwjaar                                                                        | Architect     | Locatie                | Coördinaten?                  | Nr.?   | Afbeelding                                                   |
| --- | ------------------------- | ------------------------------------------------------------------------------- | ------------- | ---------------------- | ----------------------------- | ------ | ------------------------------------------------------------ |
| Twee huizen gecombineerd achter een geverfde lijstgevel | Woonhuis                  | 1726                                                                            |               | Haven Noordzijde 5     | 51° 43' 34" NB, 3° 54' 48" OL | 11102  | Meer afbeeldingen                                            |
| Huis met gecementeerde lijstgevel | Woonhuis                  | 18e eeuw                                                                        |               | Haven Noordzijde 6     | 51° 43' 34" NB, 3° 54' 48" OL | 11103  | Meer afbeeldingen                                            |
| Huis onder oude kap | Woonhuis                  | 17e of 18e eeuw                                                                 |               | Haven Noordzijde 9     | 51° 43' 34" NB, 3° 54' 49" OL | 11104  | Meer afbeeldingen                                            |
| Huis met gepleisterde lijstgevel | Woonhuis                  | tweede helft 18e eeuw                                                           |               | Haven Noordzijde 17    | 51° 43' 35" NB, 3° 54' 51" OL | 11105  | Meer afbeeldingen                                            |
| Huis met gepleisterde tuitgevel | Woonhuis                  | 18e-19e eeuw                                                                    |               | Haven Noordzijde 19    | 51° 43' 35" NB, 3° 54' 51" OL | 11106  | Meer afbeeldingen                                            |
| Huis met gepleisterde tuitgevel | Woonhuis                  | 18e-19e eeuw                                                                    |               | Haven Noordzijde 21    | 51° 43' 35" NB, 3° 54' 51" OL | 11107  | Meer afbeeldingen                                            |
| Huis met tuitgeveltje | Woonhuis                  | laatste kwart 18e eeuw                                                          |               | Haven Noordzijde 22    | 51° 43' 35" NB, 3° 54' 52" OL | 11108  | Meer afbeeldingen                                            |
| Huis met lijstgevel | Woonhuis                  | tweede helft 18e eeuw / derde kwart 19e eeuw                                    |               | Haven Noordzijde 24    | 51° 43' 36" NB, 3° 54' 52" OL | 11109  | Meer afbeeldingen                                            |
| Huis met geverfde tuitgevel | Woonhuis                  | 18e-19e eeuw                                                                    |               | Haven Noordzijde 25    | 51° 43' 36" NB, 3° 54' 52" OL | 11110  | Meer afbeeldingen                                            |
| Huis met afgewolfde topgevel, geverfd | Woonhuis                  | tweede helft 18e eeuw                                                           |               | Haven Noordzijde 26    | 51° 43' 36" NB, 3° 54' 52" OL | 11111  | Meer afbeeldingen                                            |
| Huis met lijstgevel van zeven traveeën, middenstuk risalerend. Thans politieburueau | Overheidsgebouw           | 1848-1849                                                                       | L. Valk       | Haven Noordzijde 33-35 | 51° 43' 36" NB, 3° 54' 54" OL | 11112  | Meer afbeeldingen                                            |
| Huis met lijstgevel | Werk-woonhuis             | tweede helft 18e eeuw                                                           |               | Haven Zuidzijde 2      | 51° 43' 32" NB, 3° 54' 49" OL | 11113  | Meer afbeeldingen                                            |
| Huis met brede lijstgevel, oorspronkelijk | Woonhuis                  | 18e/19e/20e eeuw                                                                |               | Haven Zuidzijde 3      | 51° 43' 32" NB, 3° 54' 49" OL | 11114  | Meer afbeeldingen                                            |
| Huis met gepleisterde lijstgevel | Werk-woonhuis             | tweede helft 18e eeuw                                                           |               | Haven Zuidzijde 4      | 51° 43' 33" NB, 3° 54' 50" OL | 11115  | Meer afbeeldingen                                            |
| Huis met gepleisterde klokgevel, gesneden voordeur, die als toegang dient voor buurpand | Woonhuis                  | 18e/19e eeuw                                                                    |               | Haven Zuidzijde 5      | 51° 43' 33" NB, 3° 54' 50" OL | 11116  | Meer afbeeldingen                                            |
| Gouden Valk | Woonhuis                  | tweede helft 18e of eerste kwart 19e eeuw                                       |               | Haven Zuidzijde 6      | 51° 43' 33" NB, 3° 54' 50" OL | 11117  | Meer afbeeldingen                                            |
| Huis met lijstgevel | Woonhuis                  | 18e/19e eeuw                                                                    |               | Haven Zuidzijde 8      | 51° 43' 33" NB, 3° 54' 51" OL | 11118  | Meer afbeeldingen                                            |
| Huis met lijstgevel | Woonhuis                  | 18e of eerste kwart 19e eeuw                                                    |               | Haven Zuidzijde 9      | 51° 43' 33" NB, 3° 54' 51" OL | 11119  | Meer afbeeldingen                                            |
| Huis met tuitgevel. Timmermanswerkplaats. Pui met middendeur | Werk-woonhuis             | 18e-19e eeuw                                                                    |               | Haven Zuidzijde 14     | 51° 43' 34" NB, 3° 54' 53" OL | 11120  | Huis met tuitgevel. Timmermanswerkplaats. Pui met middendeur |
| 't Swarte Schaep | Woonhuis                  | 18e-19e eeuw                                                                    |               | Haven Zuidzijde 16     | 51° 43' 34" NB, 3° 54' 54" OL | 11121  | 't Swarte Schaep                                             |
| Grote- of Sint-Nicolaaskerk | Kerk en kerkonderdeel     | 15e eeuw                                                                        |               | Kerkplein 3            | 51° 43' 33" NB, 3° 54' 37" OL | 11122  | Meer afbeeldingen                                            |
| Huis onder zadeldak met lijstgevel aan de Korenmarkt | Woonhuis                  | 19e eeuw                                                                        |               | Korenmarkt 1           | 51° 43' 32" NB, 3° 54' 40" OL | 11123  | Meer afbeeldingen                                            |
| Onder een nummer gecombineerd: geverfde lijstgevel 18e eeuw, met vernieuwingen en idem klokgevel 18e-19e eeuw. Rechts woonhuis, links winkelpui. Zijgevel aan Noorddijkstraat vernieuwd. Oude achterbouw                                                                          | Werk-woonhuis             | 18e-19e eeuw                                                                    |               | Markt 1                | 51° 43' 32" NB, 3° 54' 42" OL | 11124  | Meer afbeeldingen                                            |
| Huis met gecementeerde lijstgevel. Winkelpui, dakkapel met vleugelstukken | Werk-woonhuis             | tweede helft 18e eeuw                                                           |               | Markt 3                | 51° 43' 33" NB, 3° 54' 43" OL | 11125  | Meer afbeeldingen                                            |
| Huis met geverfde lijstgevel | Werk-woonhuis             | tweede helft 18e eeuw                                                           |               | Markt 5                | 51° 43' 33" NB, 3° 54' 43" OL | 11126  | Meer afbeeldingen                                            |
| Huis met geverfde lijstgevel | Woonhuis                  | tweede helft 18e eeuw                                                           |               | Markt 7                | 51° 43' 33" NB, 3° 54' 43" OL | 11127  | Meer afbeeldingen                                            |
| Huis met geverfde lijstgevel | Werk-woonhuis             | tweede helft 18e eeuw                                                           |               | Markt 9                | 51° 43' 33" NB, 3° 54' 43" OL | 11128  | Meer afbeeldingen                                            |
| Huis waarvan lijstgevel gecombineerd is met buurpand nr 13 | Woonhuis                  | tweede helft 18e eeuw                                                           |               | Markt 11               | 51° 43' 33" NB, 3° 54' 44" OL | 11129  | Meer afbeeldingen                                            |
| Huis waarvan lijstgevel gecombineerd is met buurpand nr 11 | Woonhuis                  | tweede helft 18e eeuw                                                           |               | Markt 13               | 51° 43' 33" NB, 3° 54' 44" OL | 11130  | Meer afbeeldingen                                            |
| Huis met geschilderde lijstgevel. Tandlijst in de kroonlijst. Dakkapel met vleugelstukken. Stoeppalen. Pui vernieuwd voor café | Werk-woonhuis             | 18e eeuw                                                                        |               | Markt 15               | 51° 43' 33" NB, 3° 54' 44" OL | 11131  | Meer afbeeldingen                                            |
| Huis met lijstgevel. Twee voordeuren | Woonhuis                  | 18e-19e eeuw                                                                    |               | Markt 17               | 51° 43' 33" NB, 3° 54' 44" OL | 11132  | Meer afbeeldingen                                            |
| Huis met schilddak. Pui vernieuwd. Stoeppalen | Werk-woonhuis             | eerste helft 20e eeuw                                                           |               | Markt 21               | 51° 43' 33" NB, 3° 54' 45" OL | 11133  | Meer afbeeldingen                                            |
| Huis met geverfde lijstgevel. Pui vernieuwd | Woonhuis                  | 18e eeuw                                                                        |               | Markt 23               | 51° 43' 33" NB, 3° 54' 45" OL | 11134  | Meer afbeeldingen                                            |
| Huis met gepleisterde lijstgevel | Woonhuis                  | 18e eeuw                                                                        |               | Markt 25               | 51° 43' 33" NB, 3° 54' 45" OL | 11135  | Meer afbeeldingen                                            |
| Huis met geverfde lijstgevel | Woonhuis                  | 18e eeuw                                                                        |               | Markt 27               | 51° 43' 33" NB, 3° 54' 45" OL | 11136  | Meer afbeeldingen                                            |
| Huis met gepleisterde lijstgevel. Dakkapel met vleugelstukken | Woonhuis                  | 18e eeuw                                                                        |               | Markt 29               | 51° 43' 33" NB, 3° 54' 46" OL | 11137  | Meer afbeeldingen                                            |
| Huis met gecementeerde lijstgevel | Woonhuis                  |                                                                                 |               | Markt 31               | 51° 43' 33" NB, 3° 54' 46" OL | 11138  | Meer afbeeldingen                                            |
| Huis met gepleisterde lijstgevel | Woonhuis                  |                                                                                 |               | Markt 33               | 51° 43' 34" NB, 3° 54' 46" OL | 11139  | Huis met gepleisterde lijstgevel                             |
| Raadhuis | Bestuursgebouw en onderdl | 14e eeuw (oorsprong) ca. 1500 (verbouwd) 1599 (herbouwd) 1890 (gevel vernieuwd) |               | Markt 2                | 51° 43' 32" NB, 3° 54' 42" OL | 11140  | Meer afbeeldingen                                            |
| Huis met gepleisterde lijstgevel | Woonhuis                  | tweede helft 18e eeuw                                                           |               | Markt 12               | 51° 43' 31" NB, 3° 54' 43" OL | 11141  | Meer afbeeldingen                                            |
| Huis met geverfde lijstgevel | Woonhuis                  | tweede helft 18e eeuw                                                           |               | Markt 14               | 51° 43' 31" NB, 3° 54' 43" OL | 11142  | Meer afbeeldingen                                            |
| Huis met geverfde lijstgevel. Gebroken kap | Woonhuis                  | tweede helft 18e eeuw                                                           |               | Markt 26               | 51° 43' 31" NB, 3° 54' 45" OL | 11143  | Meer afbeeldingen                                            |
| Het Jagershuis | Woonhuis                  | tweede helft 18e eeuw                                                           |               | Markt 28               | 51° 43' 31" NB, 3° 54' 45" OL | 11144  | Meer afbeeldingen                                            |
| Waag | Handel en kantoor         | 1646 (bouw) 1819 (verbouwd)                                                     |               | Markt 32               | 51° 43' 31" NB, 3° 54' 46" OL | 11145  | Meer afbeeldingen                                            |
| Huis met geverfde ingezwenkte halsgevel | Werk-woonhuis             | 18e eeuw                                                                        |               | Markt 34               | 51° 43' 31" NB, 3° 54' 46" OL | 11146  | Meer afbeeldingen                                            |
| Twee huizen (afzonderlijke kappen) met gecombineerde lijstgevel met wijzigingen. In rechter gedeelte een winkelbedrijf | Werk-woonhuis             | 18e of begin 19e eeuw                                                           |               | Markt 36               | 51° 43' 31" NB, 3° 54' 46" OL | 11147  | Meer afbeeldingen                                            |
| Huis met geverfde lijstgevel | Woonhuis                  | tweede helft 18e eeuw                                                           |               | Markt 38               | 51° 43' 31" NB, 3° 54' 47" OL | 11148  | Meer afbeeldingen                                            |
| Huis met gepleisterde lijstgevel | Werk-woonhuis             | tweede 18e eeuw eerste kwart 20e eeuw                                           |               | Markt 40               | 51° 43' 31" NB, 3° 54' 47" OL | 11149  | Meer afbeeldingen                                            |
| Huis met lijstgevel | Woonhuis                  | tweede helft 18e eeuw                                                           |               | Markt 42               | 51° 43' 32" NB, 3° 54' 47" OL | 11150  | Meer afbeeldingen                                            |
| Huis met lijstgevel | Woonhuis                  | 18e eeuw                                                                        |               | Markt 44               | 51° 43' 32" NB, 3° 54' 48" OL | 11151  | Meer afbeeldingen                                            |
| Twee huizen (afzonderlijke kappen) met gecombineerde lijstgevel. Dakkapellen met vleugelstukjes. Winkelpui | Woonhuis                  | laatste helft 18e eeuw 20e eeuw (winkelpui)                                     |               | Markt 46               | 51° 43' 32" NB, 3° 54' 48" OL | 11152  | Meer afbeeldingen                                            |
| Huis met vijf traveeën brede lijstgevel, pleisterwerk neo-rococo | Woonhuis                  | derde kwart 19e eeuw                                                            |               | Markt 48               | 51° 43' 32" NB, 3° 54' 48" OL | 11153  | Meer afbeeldingen                                            |
| Standbeeld van Jacob Cats | Gedenkteken               | 1829                                                                            | G. Parmentier | Markt bij 2A           | 51° 43' 32" NB, 3° 54' 46" OL | 11154  | Meer afbeeldingen                                            |
| De Haan | Industrie- en poldermolen | 1724                                                                            |               | Noordwal bij 1         | 51° 43' 44" NB, 3° 54' 40" OL | 11155  | Meer afbeeldingen                                            |
| Huis met gepleisterde tuitgevel | Woonhuis                  | 18e eeuw                                                                        |               | Nieuwstraat 23         | 51° 43' 36" NB, 3° 54' 45" OL | 11156  | Meer afbeeldingen                                            |
| Huis met gepleisterde ingezwenkte halsgevel | Woonhuis                  | 18e eeuw                                                                        |               | Nieuwstraat 25         | 51° 43' 36" NB, 3° 54' 45" OL | 11157  | Meer afbeeldingen                                            |
| Huis met afgewolfde gevel | Woonhuis                  | tweede helft 18e eeuw                                                           |               | Zuiddijkstraat 2       | 51° 43' 31" NB, 3° 54' 44" OL | 11158  | Huis met afgewolfde gevel                                    |
| Van de aarden wallen met stenen poorten, in 1820 als vestingwerken opgeheven, is het beloop rondom de stad nog te volgen. Aan de Oostzijde van de haven zijn nog twee bastions te herkennen, evenals de saillant van een bastion, met daarop staande korenmolen aan de Noordzijde | Omwalling                 | 1590                                                                            |               | Noordwal bij 1         | 51° 43' 45" NB, 3° 54' 40" OL | 11159  | Upload foto                                                  |
| Mon Genie | Woonhuis                  | 1911                                                                            |               | Provincialestraatweg 7 | 51° 43' 15" NB, 3° 55' 5" OL  | 496802 | Meer afbeeldingen                                            |